# Port Chalmers

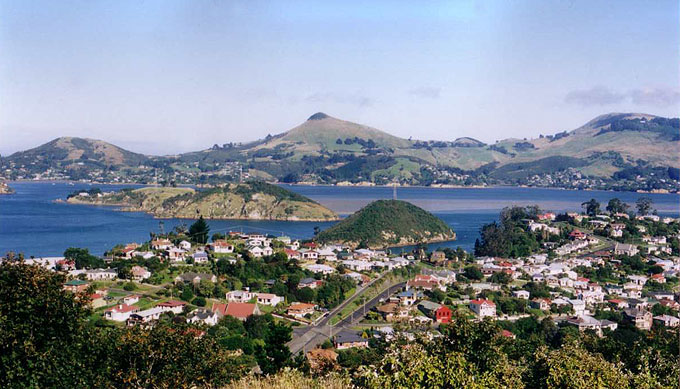
Scorcio di Port Chalmers e di Otago Harbour da Otago Peninsula.

Port Chalmers è il porto principale della città di Dunedin, Nuova Zelanda. L'agglomerato ha circa 3 000 abitanti e si trova dieci chilometri all'interno del Otago Harbour, a 15 chilometri a nord-est dal centro di Dunedin. Anche se è considerato un sobborgo dalla riorganizzazione amministrativa degli anni ottanta, molti lo considerano una città separata da Dunedin.
Il porto venne visitato da Robert Falcon Scott durante la spedizione Terra Nova prima di raggiungere l'Antartide. Un grande monumento di pietra ricorda oggi l'ultima spedizione di Scott. Il porto venne anche scelto dall'Aurora per le riparazioni resesi necessarie dalla prigionia nella banchisa polare durante la spedizione Endurance. Durante il periodo di permanente nella nave in Nuova Zelanda dieci uomini rimasero senza contatti con l'esterno nella barriera di Ross, in Antartide.